# 郷士
郷士（ごうし）は、江戸時代の武士階級（士分）の下層に属した人々を指す。江戸時代、武士の身分のまま農業に従事した者や、武士の待遇を受けていた農民を指す。平時は農業、戦時には軍事に従った。郷侍（ごうざむらい）とも。

## 概要
人々の立場が流動的であった戦国時代が終わり、徳川幕府下で新しい階級制度（武士・百姓・町人）が形成される中、武士と農家の中間層に分類される層（地侍・土豪など）が在郷（城下でなく農村地帯に居住）する武士として扱われたもの。武士身分と同じく藩・幕府に士分として登録され、苗字帯刀の特権も与えられている。しばしば混同されるが、苗字帯刀を許されている層には郷士以外の階級（豪商・豪農・学者など）も含まれているため、「名字帯刀＝郷士」という認識は誤りではないが正確でもない。
郷士は「（武士階級である以上、その特権として）苗字帯刀を許されている」のに対し、郷士以外は「（武士階級ではないが、特に働きがあったため）苗字帯刀を許されている」のである。名字帯刀が基本的に武士の特権であること、それが与えられることは名誉に違いはないが、武士身分と一緒になっている訳ではない。論者の中には名字帯刀に加えて知行を持つ事を郷士の条件として、「地頭帯刀」という用語を用いる場合もある。
武士身分としては最下級に属するため、貧しいイメージがあり、実際にそうした者もいるが、一方で農業農地収入などによって専従下級武士よりも遥かに富裕であった郷士も少なくなく、その実態は多様である。

### 分類
農民・商人から下層・中層の武士階級までは、士分株の売買などを通じて、かなりの階級の流動性が保たれていた。したがって郷士においても、時代が下るにつれて古参郷士とは別に、新興郷士とも言うべき人々が次々と現れた。また、古参郷士でも背景となる戦国時代以前の立場については様々であり、一様ではない。
1. 戦国時代に士分（この場合は存続している戦国大名の家臣団名簿に登録されていることを指す）であった人々のうち、藩士としての地位を与えられながら理由あって在郷領主としても行動した者。
  1. 兵農分離以前からの半農半兵（兵士の自給自足・農民の自主自衛）の伝統から、士分の中には自前の農地（多くの場合、一般より大規模な農地を有していた）を直接管理して家計の支えにしている層がいた。彼らのうち、規模の大きい者は豪族と呼ばれ、より規模の小さい者は土豪や地侍と呼ばれた。彼らは江戸時代に「在郷藩士」として各藩の士分階級に取り込まれ、従来通り平時の農地管理と非常時の軍役を両立し続けた。土佐藩では旧領主である長宗我部氏の家臣のうち、地侍にあたる一領具足を下士として登用した。
  2. 乱世の中で所属していた大名家が滅亡して士分を失った者たちは再仕官を拒絶したり、逆に叶わなかったりして帰農した者も多かった。その中には旗本や家老などの重臣クラスが土着した例もあり、新しくその土地を領有した藩の支配者が旧領主を支持する勢力への懐柔としてそうした人々を藩士に取り立てる場合があった。その場合、多くは一般藩士ではなく城下城内での勤務や栄達を禁じられた「在郷藩士」として扱われ、それまで通りに農地管理を主な生業にした。
2. 江戸時代初期までは農民階級・商人階級に属していたが、何かしらの理由で上記と同じ身分を与えられた者。
  1. 大名家に対しての献金や新田開発の褒美として郷士に取り立てられた者。1に近い地位を持ちながら、郷士身分の範疇から漏れていた者が後から取り立てられたという側面が強い。
  2. 売却されていた士分株のうち、「郷士株」を購入して身分を買い上げた者。純粋に太平の世で身を立てて、その栄達として立身した者が多い。著名な郷士である坂本龍馬も祖先である豪商の坂本直益が土佐藩より郷士株を購入、曽祖父の代から郷士身分を得ている。
3. 元は一般藩士であったが城下で家禄のみによって生計を維持できず、城下郊外または農村で農業を営むために郷士身分へ下った者。
4. 特別の所以がある者（十津川郷士など）。

### 特徴
郷士研究の第一人者である木村礎は、郷士とは以下の特徴を併せ持っている場合が多いとした。
- 存続している藩（あるいは知行地を持つ旗本・御家人）の家臣として正式に承認されている
- 城内で勤務する一般藩士とは明確に区別され、基本的に在郷している
- 所持地の全部または一部の領有を「知行」として認められ、その管理維持を生活の中心とする（地頭）
- 軍役については場合により異なる

したがって、事情により在郷任務を与えられているというだけで立場は一般藩士である者（薩摩藩の「中宿」や柳川藩の「在宅」）、陪臣にして在郷している者、上記で言及した名字帯刀は許されているが士分株は購入・譲渡していない者などは、郷士とは異なる存在に分類される。

## 郷士の例

### 水戸郷士（水戸藩）
徳川御三家のひとつ、水戸藩においても多くの郷士が登用された。平安時代末期以降、関ヶ原の戦いまで常陸国の大名であった佐竹氏が約500年近く支配した領国においては、撫民的な意味合いや藩政の円滑な施行において土着の土豪の力は無視できず、徳川頼房、徳川光圀の代には、早くも旧佐竹氏の一門 大内氏、西丸氏、長山氏や、佐竹家臣であった大森氏、蓮見氏、野口氏、益子氏などの郷士が登用された。当初は佐竹氏の一門旧臣など、家柄に由緒のある旧族郷士が多かったが、江戸時代中期以降、財政厳しい水戸藩の状況を改めるため、献金により郷士に登用する、いわゆる献金郷士といわれる層が台頭した。菊池氏、緑川氏などがその例である。このように、藩の武力ないし財政力を支える目的で、様々な郷士登用の形、あるいは郷士身分の運用方法が生まれた。それら水戸藩郷士は、戦闘員たる郷士として特置郷士、救済郷士、非戦闘員たる郷士として旧族郷士、登用郷士に分けられ、藩の地方行政を支えるための身分層として用いられた。
しかし、水戸藩の郷士は役職の上下を別にして藩士と同列であり、その身分は極めて重く、藩の財政のために身分を切り売りするような政治手法は水戸藩にとって潔しとするものではなく、献金郷士は廃止の方向に進んだ。一方で、水戸藩郷士はそれまでの郷士を本郷士とし、登用に際しては極めて厳格な措置をとる一方、郷士格、郷士列、郷士並といった新たな階級が定められ、郷士格は10石、郷士列は7石または無給、郷士並は7石、5石、または無給とされた。なお、郷士としての身分は格式代官列に並ぶことが最も栄誉とされ、御徒列、小十人列など郷士の中でも様々な身分が定められたという。
幕末に入り、黒船来航など西欧列強の外圧が強まると、藩内に尊王攘夷の機運が高まり、尊王や藩のために奔走する義民が多く現れ、彼らを賞するために郷士または郷士並に登用される例が見られた。

### 原方衆（米沢藩）
米沢藩上杉家は豊臣政権下では120万石の大大名であったが、関ヶ原の戦いの後30万石に減封された。しかし、家臣の召し放ちを行わなかったことから財政が逼迫した。更に1664年（寛文4年）には、3代藩主上杉綱勝が嫡子なく急死した。本来なら改易になるところを、吉良義央の子綱憲を末期養子に迎えることが特別に許されたが、さらに石高を半分の15万石とされた。石高が半減したのに、また家臣の召し放ちを行わなかったため、没収された福島城に詰めていた下級藩士には知行を全く、または家計を維持できない程度しか与えられない代わり、米沢城城下の郊外に、屋敷の他に農地が当てられた。彼らは普段は農地の経営に専念でき、臨時の軍役にのみ従事すればよいとされた。このような下級武士を原方衆と呼んだ。なお、幕府に提出する城絵図には原方衆が居住する地域も侍町と明記されている。
宝暦5年（1755年）の、地方の百姓による城下豪商宅の打ち壊し事件の首謀者は原方衆であった。

### 阿波郷士（徳島藩）
阿波藩（徳島藩）は身分制度が複雑であるが、郷士についても「小高取」（郷高取）、「原士」、「一領一匹」など身分がいくつもある。
小高取とは、蜂須賀氏の阿波入封以前からいた土豪を取り立てたものである。蜂須賀氏は当初、これらの土豪を掃討しようとしたが抵抗が激しかったので、それまでの領地の支配権を認める代わりに軍役を負わせることにした。このため江戸時代でも領地に居住し村を支配する小領主のままであった。後に家柄や功績、あるいは多額の献金によって農民から小高取や小高取格に昇格する者も現れた。元から小高取であった家ではない身分が昇格して小高取になった者は、有事には人質を差し出して城門警備にあたることになっていた。
原士（はらし）とは、藩内にいた牢人の中から出自の明らかな者を取り立て、未開墾の荒れ地を与え開墾させたものである。原士が家来を召し抱えることも認められていた。平時には開墾地を支配しているが、有事には具足着用で騎馬で召集に応じる他、開墾地の広さに応じて軍役を負うことになっていた。讃岐方面への防備のため阿波郡・板野郡に集中して配置されていた。幕末の黒船来航の際は、原士も江戸に派遣され江戸湾警備にあたった。
一領一匹とは、平時には在郷であるが、有事には騎馬で召集に応じることになっていた。蜂須賀氏の阿波入封当初に豪農に具足・馬を献納させる代わりに与えた身分である。一領一匹については、藩側は実際に動員するつもりはなかったと見られている。
郷鉄砲とは、平時には田畑を耕しているが、有事には鉄砲を携えて召集に応じることになっていた。讃岐・伊予方面への防備のため白地川付近（大西郷鉄砲）と、土佐方面への防備のため海部川河口付近に多く配置（海部郷鉄砲）されていたほか、治安維持のため家老の知行地に配置（御家老御組付郷鉄砲）されていた。

### 土佐郷士（土佐藩）
関ヶ原の戦い以前に四国を支配していた長宗我部家の旧臣一領具足層を懐柔するため郷士に取り立てた。上士は、山内一豊が掛川城主だった時からの家臣や、土佐入封前に大坂牢人を取り立てたもののほか、長宗我部旧臣上級層の一部（吉田東洋らの家系）も含まれる。幕府や藩の権威が衰えた幕末には、土佐郷士の多くが尊皇攘夷運動に身を投じた。
著名な人物には、土佐郷士をまとめ土佐勤王党を結成した武市瑞山（半平太）や、海援隊の結成や薩長連合の斡旋、大政奉還の実現に尽力した坂本龍馬、初代衆議院議長の中島信行がいる。
土佐藩には郷士を功績によって上士扱いの白札とする柔軟な制度があり、他藩に比べて様々な才能を持つ有能な人材を育む土壌となった。武市半平太の武市家や坂本龍馬の父系先祖の宮地家、山本家は「白札郷士」で上士待遇であった。

### 肥後郷士（熊本藩）
実際の名称は郷士とは言わず在中御家人と呼ばれた。農村行政等の必要性から前領主、小西・加藤氏の帰農遺臣や土豪に士格を追認したのが始まりで、これは他藩と同様である。また、足軽を帰農させ、軽格の「郷士」として苗字帯刀を許し、国境・辺境警備に当たらせた。こうした例に「地筒・郡筒（じづつ・こうりづつ）」の鉄砲隊があり、これは無給に等しい「名誉職」であった。実際、鉄砲隊とは名ばかりで、地役人や臨時の江戸詰め藩卒として動員されたりした。逆に、好奇心旺盛な郷士の子弟は、それらの制度を利用して、見聞を広めるために江戸詰め足軽に志願することもあった。
江戸時代中期以降、熊本藩は献金に応じて郷士格を乱発する傾向となり、昇格する格式によって金額まで定められ、藩の収入の一部ともなり「寸志御家人」として制度化された。それによって与えられる身分は、「一領一匹」と「地士」以外は概ね「足軽格」程度であり、献金郷士は「カネ上げ侍」と陰口され、明治以降もそれらの子孫で士族となった者は「カネ上げ士族」といわれた。

### 薩摩郷士（薩摩藩）
旧族居付大名であるため、外城制の存在などに見られるように中世的であり、城下集住・俸禄制をとる大多数の藩とは異なり、戦国時代における国人、在地武士、そして島津氏の九州統一戦で傘下に入った武士等が郷士として家臣団に組み込まれた。そのため、外城士とも呼ぶ。参勤交代、軍役等、果たす役目は、一般の藩士と同じである。
江戸時代初期は、鹿児島城下に住む武士は「鹿児島衆中」、外城士は所属する郷によって「出水衆中」や「国分衆中」と呼ばれ、大した区別はされておらず、大島代官附役などに郷士が任命されることも多かった。しかし、中期以降（特に島津重豪の藩政改革以降）、「鹿児島衆中」は「城下士」と呼ばれるようになり、「城下士」と「郷士」の間には厳格な身分差意識が誕生したといわれる。但し、その後も城下士との間に養子縁組や移籍による身分の移動や通婚関係はあり、これを利用して城下士になる者も多い。また、城下士が分家後に鹿児島から他郷へ移住し、郷士となる例も多かった。逆に、一族から藩主の側室を輩出したことにより、郷士から城下士に格上げされた例もあり、中には子孫に家老を輩出した家もある。
更に、郷士内部でも身分の上下があり、上中級郷士は麓と呼ばれる侍町に住み（麓郷士。郷内の他村に住む下級の郷士は在村郷士と呼ばれた）、事実上地方行政を取り仕切った。また、上級郷士ともなると多くの農地山林を抱え、さらに薩摩藩では武士同士の石高の売買が出来たために、持高制限一杯まで石高を買い集める、さらには分家を立てて高を分配することで持高制限を実質的に回避するなどして、身分は低くとも城下士以上に豊かな者すら存在した。しかし、無高の郷士も多かった（無高郷士）。郷士まで含めての武士の総数は、薩摩藩では人口の4分の1を占めていたため、これら全てに武士としての扶持を与える事は不可能であった。これらの郷士は、藩に許可されていた大工や内職で生計を立て、中には武士身分のままで上級郷士の小作人になる者もいた。
明治維新後は俸禄を失い没落した城下士に対し、郷士は農地を買い集め地主として成功した者が多く、西南戦争に対しても冷ややかな態度をとる郷士が多かったと言われる。その後、城下士出身者の多くは郷里・鹿児島を離れ、藩閥の力で官僚や軍人として立身を目指し、一方の郷士出身者は警察で派閥を形成した。また、中央に出られない者は地元で公務員、教員、警察官や消防吏員の道に進むものが多かった。1945年の敗戦によりGHQのてこ入れがあるまで、鹿児島県政のこの政治構造は変わらなかった。

## 著名な郷士
- 坂本龍馬（土佐藩）※家系的には長宗我部旧家の上士
- 武市瑞山（土佐藩）※家系的には長宗我部旧家の上士
- 中岡慎太郎（土佐藩）
- 高山彦九郎
- 河野広中（三春藩）
- 清河八郎（庄内藩）
- 芹沢鴨（水戸藩） ※神官、水戸藩士の子説もあり。
- 香川敬三（水戸藩）
- 八木源之丞
- 斎藤弥九郎
- 中馬重方（薩摩藩）
- 高木兼寛（薩摩藩）
- 寺島宗則（薩摩藩）
- 大浦兼武（薩摩藩）
- 赤崎貞幹（薩摩藩）
- 園田孝吉（薩摩藩）
- 平部嶠南（飫肥藩）